# Aleksandrow

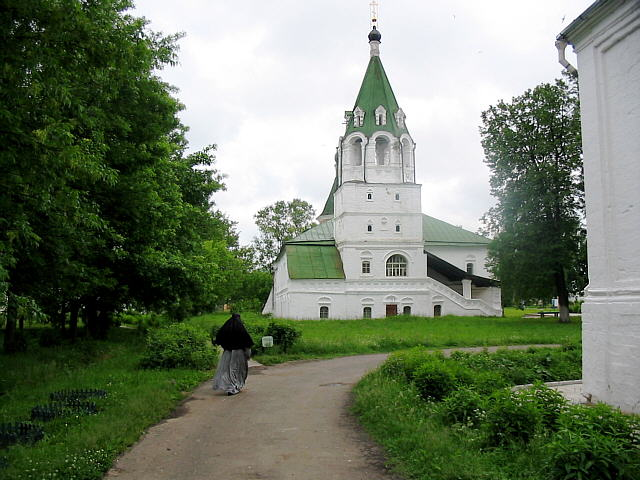
Cerkiew w mieście Aleksandrow

Aleksandrow (ros. Александров) – miasto w europejskiej części Rosji, w obwodzie włodzimierskim, na
Wyżynie Moskiewskiej.

## Demografia
- 2004 – 64 300
- 2008 – 63 028
- 2020 – 57 899[3]

## Historia
Wzmiankowane w XIV wieku, rezydencja Iwana Groźnego i ośrodek utworzonej przezeń opriczniny. Prawa miejskie nadane zostały osadzie w 1778 r. W 1870 r. przez miasto została przeprowadzona linia kolejowa Moskwa – Jarosław.

## Zabytki
- sobór Trójcy Świętej (unikalne drzwi z brązu)
- cerkwie z XVI wieku
- monaster Zaśnięcia Matki Bożej z XVII wieku

## Gospodarka
W mieście rozwinął się przemysł elektroniczny, chemiczny, włókienniczy oraz spożywczy.

## Miasta partnerskie
- Česká Lípa